# Kenneth Watson
Kenneth Marshall Watson (* 7. September 1921 in Des Moines, Iowa; † 18. August 2023) war ein US-amerikanischer theoretischer Physiker.

## Biografie
Watson war der Sohn eines Methodistenpfarrers und studierte Elektrotechnik und Physik an der University of Iowa in Ames, wo er 1943 graduierte. 1943 bis 1946 war er am Naval Research Laboratory in Washington, D.C. (und besuchte gleichzeitig abends die George Washington University). 1948 wurde er an der University of Iowa in Iowa City bei Josef-Maria Jauch promoviert und war dann 1948/9 als Postdoc am Institute for Advanced Study bei Robert Oppenheimer sowie 1949 bis 1951 an der University of California, Berkeley bei Edward Teller. 
Ab 1951 war er Assistant Professor an der Indiana University, ab 1954 Associate Professor an der University of Wisconsin–Madison und ab 1957 Professor an der University of California, Berkeley und gleichzeitig am Lawrence Berkeley Laboratory. 
Ab 1981 war er Professor an der University of California in San Diego, wo er auch Direktor des Marine Physical Laboratory (das zur Scripps Institution of Oceanography gehört) war und 1991 emeritierte. 
Um 1959 war er eines der Gründungsmitglieder (mit u. a. Murray Gell-Mann, Marvin Goldberger, Keith Brueckner, mit dem er Mitte der 1950er Jahre in Los Alamos auch an Fusionsforschung arbeitete) der JASON Defense Advisory Group, für die er bis 1998 arbeitete. Außerdem war er in den 1960er Jahren Mitglied des Air Force Scientific Advisory Board (sowie des Science Advisory Committee Military Panel des US-Präsidenten schon ab den 1950er Jahren), in den 1970er Jahren Mitglied im Defense Science Board und unter der Nixon-Regierung Berater des National Security Council. Ab den 1970er Jahren bis Anfang der 1990er Jahre war er Mitglied des Navy Planning and Steering Advisory Panel. 1971 gründete er mit Elliott Montroll und anderen die Firma „Physical Dynamics“, zu dessen Board of Directors er bis 1981 gehörte. Mit Goldberger, Montroll u. a. gründete er auch ein Non-Profit Forschungsinstitut, das La Jolla Institute. Außerdem war er 1981 bis 2001 Berater der Science International Corporation.
Watson beschäftigte sich in den 1950er Jahren mit dem Vielteilchenproblem in der Kernphysik sowie der Wechselwirkung von Pi-Mesonen mit Nukleonen (Untersuchung des Konzepts der Ladungsunabhängigkeit der Kernkräfte Anfang der 1950er Jahre in Berkeley und Indiana), teilweise in Zusammenarbeit mit Brueckner und Gell-Mann. Weitere Arbeitsgebiete waren Streutheorie in Kern-, Atom- und Molekülphysik, statistische Mechanik und Plasmaphysik. Mit Goldberger schrieb er ein Standardwerk über quantenmechanische Streutheorie. Ab Ende der 1970er Jahre beschäftigte er sich auch mit Ozeanographie, speziell der Theorie von Meereswellen (Watson war auch passionierter Segler) und ihrer nichtlinearen Dynamik.
Ab 1974 war er Mitglied der National Academy of Sciences. 1976 wurde er Ehrendoktor der Indiana University.
Zu seinen Doktoranden zählt Shang-Keng Ma.
Er war ab 1946 verheiratet und hatte zwei Kinder.

## Schriften
- Marvin Goldberger und Kenneth Watson: Collision Theory. New York, Wiley 1964